# Digitaria cuatrecasasii
Digitaria cuatrecasasii là một loài thực vật có hoa trong họ Hòa thảo. Loài này được A.S. Vega & Rúgolo mô tả khoa học đầu tiên năm 2005.